# Паллавичино, Ладзаро Опицио
Ла́дзаро Опицио Паллавичино (итал. Lazzaro Opizio Pallavicino; 30 октября 1719, Генуя, Генуэзская республика — 23 февраля 1785, Рим, Папская область) — итальянский куриальный кардинал, папский дипломат и доктор обоих прав. Титулярный архиепископ Лепанто с 1 апреля 1754 по 20 июля 1766. Апостольский нунций в Неаполе с 21 мая 1754 по 9 февраля 1760. Апостольский нунций в Испании с 9 февраля 1760 по 26 сентября 1766. Государственный секретарь Святого Престола и Префект Священной Конгрегации Священной Консульты с 19 мая 1769 по 23 февраля 1785. Камерленго Священной Коллегии кардиналов с 29 января 1776 по 17 февраля 1777. Кардинал-священник с 26 сентября 1766, с титулом церкви Санти-Нерео-эд-Акиллео с 20 июня 1768 по 14 декабря 1778. Кардинал-священник с титулом церкви Сан-Пьетро-ин-Винколи с 14 декабря 1778 по 23 февраля 1785.

## Ранняя жизнь
Родился Ладзаро Опицио Паллавичино 30 октября 1719 года, в Генуе в знатной семье Паллавичино.
Образование получил в Университете Ла Сапиенца, в Риме (докторантура in utroque iure, в каноническом и гражданском праве).
Референдарий Верховных Трибуналов Апостольской Сигнатуры Правосудия и Милости. Провинциальный губернатор Марке Анконитаны с 8 ноября 1751 года. Получил малые чины 17 февраля 1754 года, сан субдиакона 24 февраля 1751 года и сан диакона 10 марта 1754 года. Рукоположён в сан священника 19 марта 1754 года.

## Папский дипломат
1 апреля 1754 года избран титулярным архиепископом Лепанто. Ординация состоялась в Риме, 7 апреля 1754 года, руководил посвящением кардинал Федерико Марчелло Ланте. Помощник Папского трона с 16 апреля 1754 года. Апостольский нунций в Неаполе с 21 мая 1754 года по 9 февраля 1760 года. Апостольский нунций в Испании с 9 февраля 1760 года по 26 сентября 1766 года.

## Кардинал
Возведён в сан кардинала-священника на консистории от 26 сентября 1766 года, от папы римского Климента XIII. Легат в Болонье с 1 декабря 1766 года. Получил красная шапку и титулярную церковь Санти-Нерео-эд-Акиллео, 20 июня 1768 года.
Участвовал в Конклаве 1769 года, который избрал папу римского Климента XIV. Государственный секретарь Святого Престола и Префект Священной Конгрегации Священной Консульты с 19 мая 1769 года до своей смерти. Участвовал в Конклаве 1774-1775 годов, который избрал папу римского Пия VI. Камерленго Священной Коллегии кардиналов с 29 января 1776 года по 17 февраля 1777 года. Избран для титулярной церкви Сан-Пьетро-ин-Винколи, 14 декабря 1778 года.
3 октября 1783 года назначен полномочным послом, чтобы заключить соглашение с Венецией.
Умер кардинал Паллавичини 23 февраля 1785 года, в Риме. Тело было выставлено в церкви Санта-Мария-сопра-Минерва, в Риме, где и имели место похороны, и захоронено в церкви монахов-отшельников Святого Иоанна Крестителя, в Риме, согласно его желанию.